# Nagavonyi Corona
La Nagavonyi Corona è una struttura geologica della superficie di Venere.